# Cedar Grove, Florida
Cedar Grove är en ort i Bay County i delstaten Florida, USA.